# Holbrook (Arizona)
Pour les articles homonymes, voir Holbrook.
La ville de Holbrook est le siège du comté de Navajo, dans l’État de l’Arizona, aux États-Unis, sur l’historique Route 66. Elle est située sur le secteur non constitué en municipalité de Navajo Springs,  qui forme la plus grande réserve amérindienne aux États-Unis par superficie. Sa population, qui s’élevait à 5 053 habitants lors du recensement de 2010, est estimée à 5 084 habitants en 2019.

## Démographie
| 1890 | 1910 | 1920  | 1930  | 1940  | 1950  |
| ---- | ---- | ----- | ----- | ----- | ----- |
| 206  | 609  | 1 206 | 1 115 | 1 184 | 2 336 |

| 1960  | 1970  | 1980  | 1990  | 2000  | 2010  |
| ----- | ----- | ----- | ----- | ----- | ----- |
| 3 438 | 4 759 | 5 785 | 4 686 | 4 917 | 5 053 |

## Tourisme
- Arizona Rancho, un hôtel dans le style Pueblo Revival
- Wigwam Motel, typique avec ses logements en forme de tipi

## Source
- (en) Cet article est partiellement ou en totalité issu de l’article de Wikipédia en anglais intitulé « Holbrook, Arizona » (voir la liste des auteurs).

1. ↑  (en) « Population and Housing Unit Estimates », United States Census Bureau, 24 mai 2020 (consulté le 27 mai 2020)
2. ↑  (en) « Census of Population and Housing », Census.gov (consulté le 4 juin 2016)
3. ↑  « Statistiques des États-Unis - Arizona - Profils des comtés de 2010 » (consulté en novembre 2020)